# Ґолисток
Ґолисток (пол. Gołystok) — село в Польщі, у гміні Жонсьник Вишковського повіту Мазовецького воєводства.
Населення — 120 осіб (2011).
У 1975—1998 роках село належало до Остроленцького воєводства.

## Демографія
Демографічна структура станом на 31 березня 2011 року:
|          | Загалом | Допрацездатний вік | Працездатний вік | Постпрацездатний вік |
| -------- | ------- | ------------------ | ---------------- | -------------------- |
| Чоловіки | 61      | 18                 | 40               | 3                    |
| Жінки    | 59      | 14                 | 34               | 11                   |
| Разом    | 120     | 32                 | 74               | 14                   |